# Museo Arqueológico de Eleuterna
El Museo Arqueológico de Eleuterna es un museo de Grecia ubicado en el sitio arqueológico de Eleuterna, en Creta. Fue inaugurado en 2016.

## El edificio
El edificio del museo tiene un área de unos 1800 m². Se divide en dos alas. El ala izquierda comprende las salas de exposición y una sala para eventos, mientras que el ala derecha incluye un centro de estudios y la zona de venta de entradas. Por otra parte, en la parte subterránea se hallan los almacenes y laboratorios. Frente al museo se encuentran los jardines y estacionamientos, y hay un patio al aire libre donde hay un teatro para la realización de eventos. 

## Colecciones
El museo contiene objetos pertenecientes a las excavaciones de la antigua ciudad de Eleuterna. Uno de los ejes principales de la exposición es la relación de diversas piezas halladas en este sitio arqueológico con descripciones realizadas en los poemas homéricos.
En la introducción al espacio expositivo se presenta el sitio arqueológico de Eleuterna a través de un mapa y de textos con la historia de la ciudad y de las excavaciones. También se encuentra aquí el objeto más emblemático del museo, que es un escudo de bronce fechado en torno a los años 830-720 a. C.
La sala A expone una serie de piezas de todas las épocas divididas en secciones temáticas tales como la vida pública, la vida privada, la política, la religión y la sociedad. Otra sección expone objetos producidos en otras partes de Creta, de las islas del Egeo y de otras zonas del mar Mediterráneo. Entre los objetos expuestos se incluyen herramientas, armas, joyas, recipientes, estatuillas, inscripciones, esculturas, elementos arquitectónicos y monedas. Es destacable un estamno empleado para albergar cenizas de huesos cremados que estaba cubierto por una fíala de bronce. Por sus orígenes (de Tera y Fenicia) y su cronología, se han relacionado estas piezas con la historia narrada por Heródoto sobre Frónima.
La sala B se centra en las prácticas de culto religioso desde la Edad del Hierro hasta los primitivos cristianos. Por un lado se encuentran objetos tales como estatuillas, esculturas, relieves e inscripciones procedentes de santuarios de la Antigüedad y, por otro, piezas procedentes de la basílica de Katsibelos, que fue fundada por el primer obispo de Eleuterna en el siglo V. También hay elementos arquitectónicos y esculturas de un monumento funerario de la necrópolis de Ortí Petra que, debido a la ausencia de restos óseos, podría haberse tratado de un cenotafio. Es destacable la estatua conocida como Kore de Eleuterna, de la que el museo conserva la parte inferior. Esta estatua, por el material empleado, se ha relacionado con la famosa Dama de Auxerre, que se encuentra en el Museo del Louvre pero cuyo origen es precisamente la antigua Eleuterna.
La sala Γ expone objetos procedentes de la necrópolis de Ortí Petra, donde se realizaban prácticas de incineración y que contenía ricos ajuares funerarios, por lo que se la ha relacionado con las prácticas funerarias descritas por Homero en la Ilíada. De particular interés son los hallazgos de la tumba A1/K1, que fue empleada entre los años 880-650 a. C. y cuyos ocupantes debieron ser guerreros de entre 18 y 45 años, así como de una tumba de la época arcaica donde fueron enterradas simultáneamente cuatro mujeres y que también contenía un rico ajuar funerario. También se reproduce una pira funeraria.

## Asociación
La «Asociación de Amigos del Museo de la Antigua Eleuterna» fue creada pocos meses después de la inauguración del museo para ayudar en la organización de eventos y publicaciones, así como para la recaudación de fondos y otras actividades voluntarias.

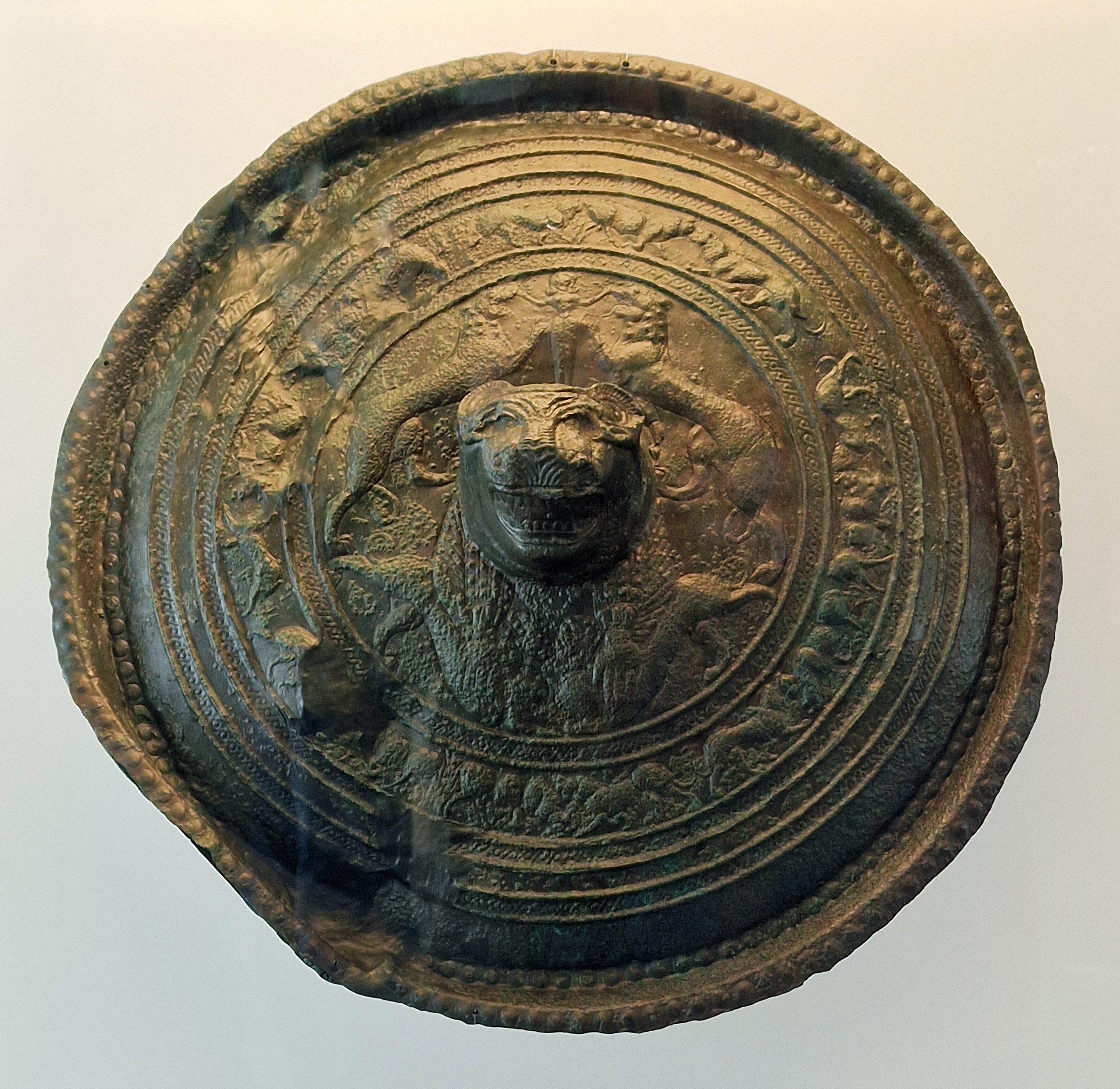
Escudo de bronce del siglo VIII o IX a. C.
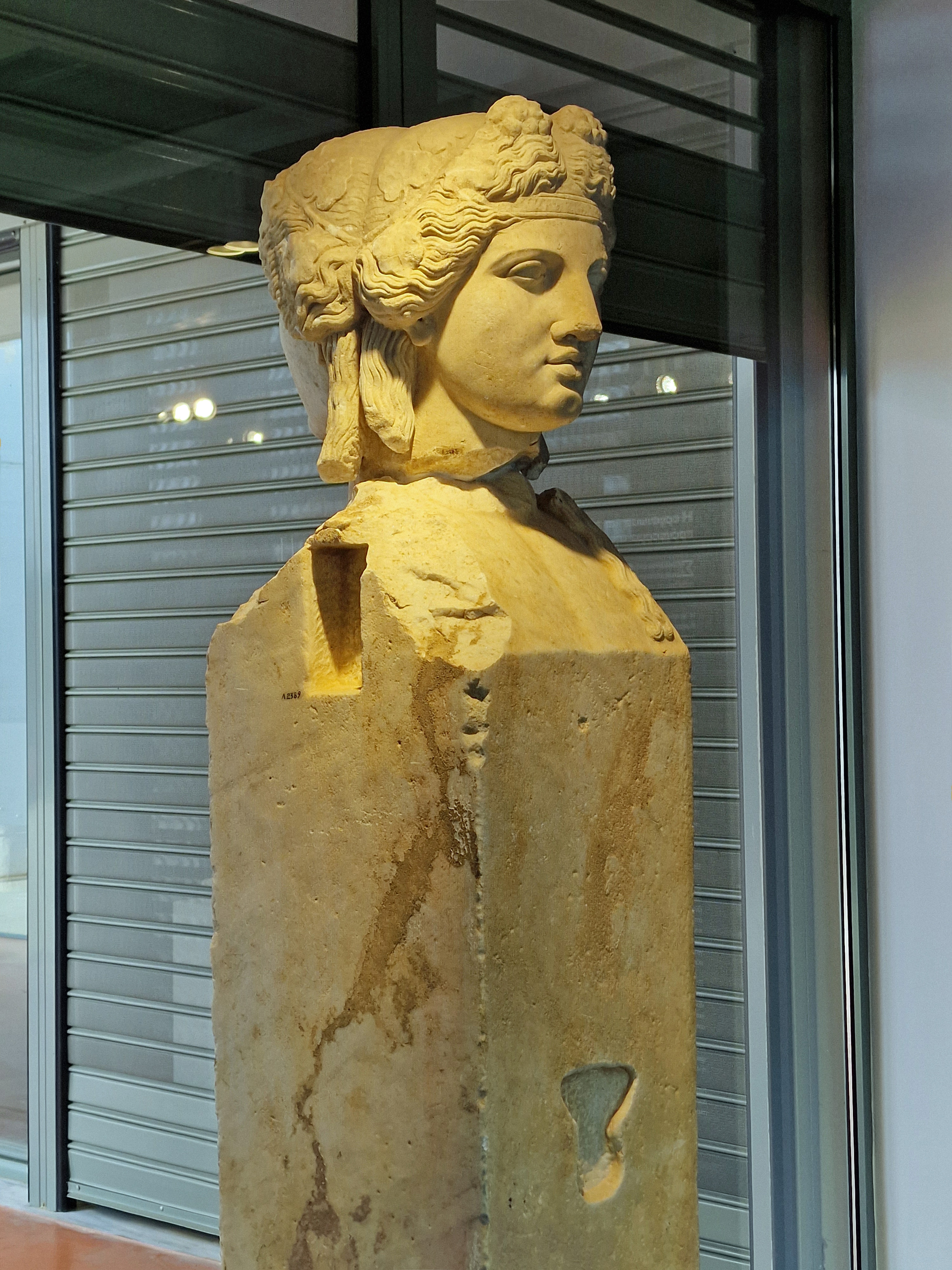
Estela hermaica de mármol que representa a un joven Dioniso.
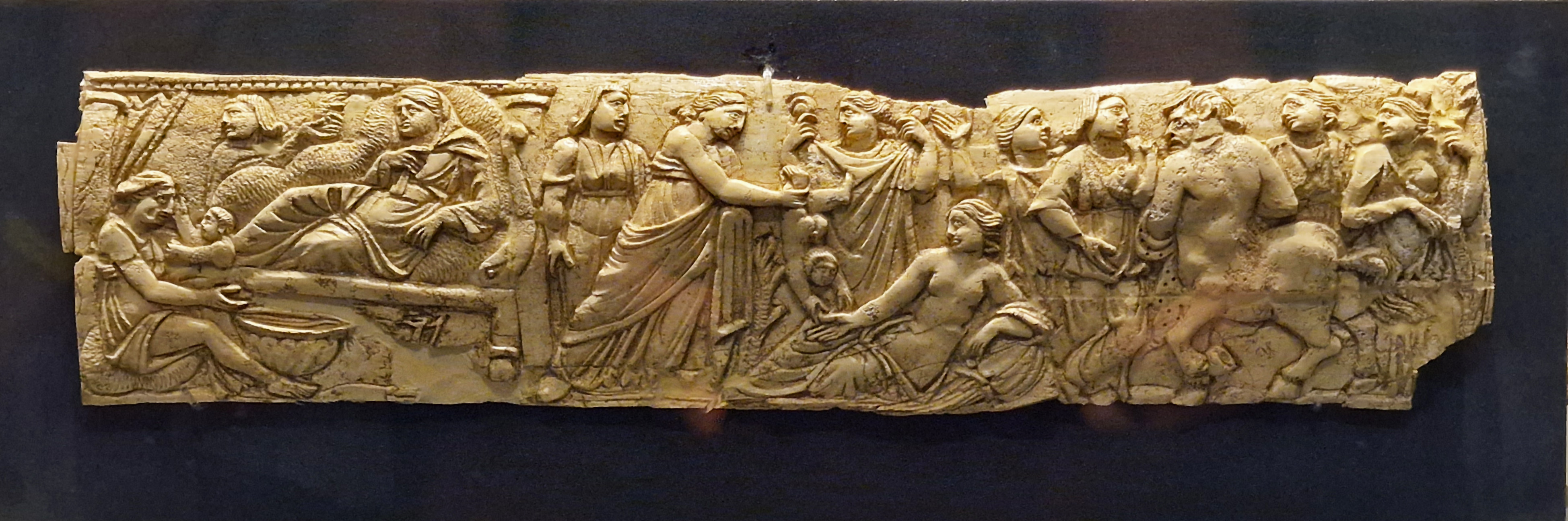
Tablilla de marfil con escenas mitológicas de la vida de Aquiles, del siglo IV.